# Katako (rivière)
Pour les articles homonymes, voir Katako.
 (mai 2021).
Si vous disposez d'ouvrages ou d'articles de référence ou si vous connaissez des sites web de qualité traitant du thème abordé ici, merci de compléter l'article en donnant les références utiles à sa vérifiabilité et en les liant à la section « Notes et références ».
Le Katako est une rivière située dans la partie ouest de la république de Guinée. Elle se termine dans la rivière Kitaki.
Elle porte aussi le nom de Rio Kapatchez.